# Жонсня (гмина)
Жонсня (пол. Rząśnia) — сельская гмина (волость) в Польше, входит как административная единица в Паенченский повет, Лодзинское воеводство. Население — 4822 человека (на 2004 год).

## Сельские округа
1. Аугустув
2. Бендкув
3. Бяла
4. Брошенцин
5. Гавлув
6. Кодрань
7. Крысяки
8. Марцелин
9. Рекле
10. Жонсня
11. Стружа
12. Суховоля
13. Забжезе
14. Зеленцин
15. Жары

## Прочие поселения
1. Брошенцин
2. Брошенцин-Колёня
3. Рыхловец
4. Сченгна

## Соседние гмины
1. Гмина Келчиглув
2. Гмина Пайенчно
3. Гмина Русец
4. Гмина Стшельце-Вельке
5. Гмина Сульмежице
6. Гмина Щерцув